# 上海市司法局
上海市司法局是上海市人民政府的组成部门、主管上海市司法行政工作的省级司法行政机关。